# Piotr Michalski
Piotr Michalski (* 27. Juli 1994 in Sanok) ist ein polnischer Eisschnellläufer.

## Werdegang
Michalski startete international erstmals bei den Juniorenweltmeisterschaften 2013 in Klobenstein und belegte dort den 19. Platz über 1500 m, jeweils den 12. Rang über 1000 m und in der Teamverfolgung und den zehnten Platz im 2 × 500-m-Lauf. Im folgenden Jahr wurde er bei den Juniorenweltmeisterschaften in Bjugn Zwölfter über 1000 m, Siebter über 1000 m und Fünfter im 2 × 500-m-Lauf. Sein Debüt im Eisschnelllauf-Weltcup gab er zu Beginn der Saison 2014/15 in Obihiro und errang dabei die Plätze 16 und 14 jeweils in der B-Gruppe über 500 m und den 24. Platz über 1000 m. Im weiteren Saisonverlauf lief er bei der Sprintweltmeisterschaft 2015 in Astana auf den 18. Platz und bei den Einzelstreckenweltmeisterschaften 2015 in Heerenveen auf den 16. Rang über 1000 m. Im folgenden Jahr errang er bei der Sprintweltmeisterschaft in Seoul den achten Platz und bei den Einzelstreckenweltmeisterschaften in Kolomna den 22. Platz über 1000 m und den 18. Platz im 2 × 500-m-Lauf. In der Saison 2016/17 erreichte er in Heerenveen mit dem dritten Platz im Teamsprint seine erste Podestplatzierung im Weltcup und belegte bei der Mehrkampfeuropameisterschaft 2017 in Heerenveen den achten Platz im Sprint-Mehrkampf. Zudem errang er bei der Sprintweltmeisterschaft 2017 in Calgary den 15. Platz. In der folgenden Saison lief er beim Weltcup in Minsk mit dem zweiten Platz im Teamsprint erneut aufs Podest und gewann bei den Europameisterschaften 2018 in Kolomna die Bronzemedaille im Teamsprint. Beim Saisonhöhepunkt, den Olympischen Winterspielen 2018 in Pyeongchang, belegte er den 33. Platz über 500 m und den 31. Rang über 1000 m. Anfang März 2018 wurde er bei der Sprintweltmeisterschaft in Changchun Siebter. In der Saison 2018/19 kam er bei der Sprintweltmeisterschaft 2019 in Heerenveen auf den 16. Platz, bei der Mehrkampfeuropameisterschaft 2019 auf den sechsten Rang im Sprint-Mehrkampf und bei den Einzelstreckenweltmeisterschaften 2019 in Inzell auf den 20. Platz über 1000 m, auf den 18. Rang über 500 m und auf den fünften Platz im Teamsprint. In der folgenden Saison errang er bei den Europameisterschaften 2020 in Heerenveen den 19. Platz über 1000 m und den 13. Platz über 500 m und belegte bei den Einzelstreckenweltmeisterschaften 2020 in Salt Lake City den 21. Platz über 500 m. Nach Platz sieben bei den Europameisterschaften 2021 im Sprint-Mehrkampf zu Beginn der Saison 2020/21, erreichte er mit Platz vier über 500 m beim ersten Weltcup in der Saison seine beste Einzelplatzierung im Weltcup und zum Saisonende den zehnten Platz im Gesamtweltcup über 500 m. Beim Saisonhöhepunkt, den Einzelstreckenweltmeisterschaften 2021 in Heerenveen, belegte er den 16. Platz über 500 m und den neunten Rang über 1000 m.
Bei polnischen Meisterschaften siegte Michalski jeweils zweimal im Sprint-Mehrkampf (2018, 2019) und 1000 m (2019, 2020) und einmal über 500 m (2020).

## Teilnahmen an Welt- und Europameisterschaften und Olympischen Winterspielen

### Olympische Spiele
- 2018 Pyeongchang: 31. Platz 1000 m, 33. Platz 500 m
- 2022 Peking: 4. Platz 1000 m, 5. Platz 500 m

### Einzelstrecken-Weltmeisterschaften
- 2015 Heerenveen: 16. Platz 1000 m
- 2016 Kolomna: 18. Platz 2 × 500 m, 22. Platz 1000 m
- 2019 Inzell: 5. Platz Teamsprint, 18. Platz 500 m, 20. Platz 1000 m
- 2020 Salt Lake City: 21. Platz 500 m
- 2021 Heerenveen: 9. Platz 1000 m, 16. Platz 500 m

### Sprint-Weltmeisterschaften
- 2015 Astana: 18. Platz Mehrkampf
- 2016 Seoul: 8. Platz Mehrkampf
- 2017 Calgary: 15. Platz Mehrkampf
- 2018 Changchun: 7. Platz Mehrkampf
- 2019 Heerenveen: 16. Platz Mehrkampf

### Mehrkampf-Weltmeisterschaften
- 2022 Hamar: 2. Platz Teamsprint, 6. Platz Sprint-Mehrkampf

### Europameisterschaften
- 2017 Heerenveen: 8. Platz Sprint-Mehrkampf
- 2018 Kolomna: 3. Platz Teamsprint, 11. Platz 500 m, 12. Platz 1000 m
- 2019 Klobenstein: 6. Platz Sprint-Mehrkampf
- 2020 Heerenveen: 13. Platz 500 m, 19. Platz 1000 m
- 2021 Heerenveen: 7. Platz Sprint-Mehrkampf
- 2022 Heerenveen: 1. Platz 500 m, 3. Platz Teamsprint, 6. Platz 1000 m

## Persönliche Bestzeiten
- 500 m: 34,18 s (aufgestellt am 10. Dezember 2021 in Calgary)
- 1000 m: 1:07,13 min (aufgestellt am 12. Dezember 2021 in Calgary)
- 1500 m: 1:52,78 min (aufgestellt am 26. Oktober 2012 in Inzell)
- 3000 m: 4:07,17 min (aufgestellt am 17. März 2012 in Heerenveen)
- 5000 m: 7:15,25 min (aufgestellt am 16. Dezember 2012 in Zakopane)

## Weltcupsiege im Team
| Nr. | Datum             | Ort     | Disziplin    |
| --- | ----------------- | ------- | ------------ |
| 1.  | 17. Dezember 2022 | Calgary | Teamsprint 1 |
| 2.  | 3. Februar 2024   | Québec  | Teamsprint 1 |